# Список министров связи России

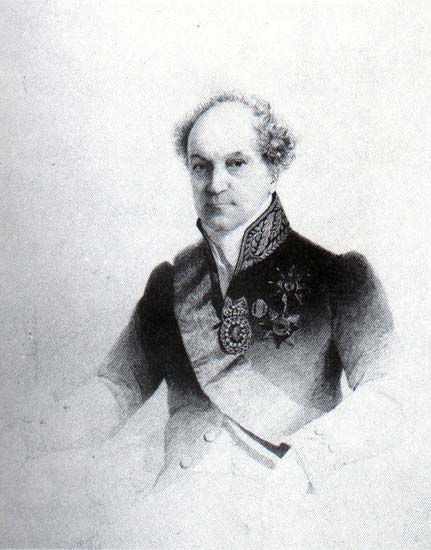
Князь Александр Голицын, занимавший должность главноначальствующего над почтовым департаментом Российской империи в первой половине XIX века

Список министров связи России содержит имена людей, занимавших эту должность в Российской империи, РСФСР, СССР и современной Российской Федерации (РФ).

## Почтовый департаментМВД Российской империи
Образован Высочайшим именным указом 9 ноября 1819 года.
| Имя                                       | Дата вступления в должность | Дата снятия с должности |
| ----------------------------------------- | --------------------------- | ----------------------- |
| Голицын, Александр Николаевич (1773—1844) | 9 ноября 1819               | 22 октября 1830         |

В 1830 году преобразован в Почтовый департамент Российской империи.

## Почтовый департамент Российской империи
Образован на правах министерства в 1830 году с выделением из МВД.
| Имя                                       | Дата вступления в должность | Дата снятия с должности |
| ----------------------------------------- | --------------------------- | ----------------------- |
| Голицын, Александр Николаевич (1773—1844) | 22 октября 1830             | 27 марта 1842           |
| Адлерберг, Владимир Фёдорович (1791—1884) | 27 марта 1842               | 1 января 1857           |
| Прянишников, Фёдор Иванович (1793—1867)   | 1 января 1857               | 1 января 1863           |
| Толстой, Иван Матвеевич (1806—1867)       | 1 января 1863               | 15 июня 1865            |

15 июня 1865 года преобразован в Министерство почт и телеграфов Российской империи.

## Министерство почт и телеграфов Российской империи
Образовано 15 июня 1865 года путём соединения Почтового департамента и выделенной из состава МВД Телеграфной части (Именной указ от 15 июня 1865 года).
| Имя                                     | Дата вступления в должность | Дата снятия с должности |
| --------------------------------------- | --------------------------- | ----------------------- |
| Толстой, Иван Матвеевич (1806—1867)     | 25 июня 1865                | 21 сентября 1867        |
| Тимашев, Александр Егорович (1818—1893) | 14 декабря 1867             | 9 марта 1868            |

9 марта 1868 года упразднено, созданы Почтовый и Телеграфный департаменты в составе МВД.

## Почтовый и телеграфный департаменты МВД Российской империи
Образованы 9 марта 1868 года вместо Министерства почт и телеграфов. Оба департамента возглавил И. О. Велио, затем Г. Д. Чингисхан, одновременно являвшийся директором Департамента путей сообщения МВД Российской империи.
| Имя                                           | Дата вступления в должность | Дата снятия с должности |
| --------------------------------------------- | --------------------------- | ----------------------- |
| Велио, Иван Осипович (1830—1899)              | 21 июня 1868                | 6 августа 1880          |
| Чингисхан, Губайдулла Джангерович (1840—1909) | 1 августа 1876              | 6 августа 1880          |

6 августа 1880 года переданы в воссозданное Министерство почт и телеграфов.

## Министерство почт и телеграфов Российской империи
Вновь создано 6 августа 1880 года из Департамента почт и телеграфов МВД.
| Имя                           | Дата вступления в должность | Дата снятия с должности |
| ----------------------------- | --------------------------- | ----------------------- |
| Маков, Лев Саввич (1830—1883) | 6 августа 1880              | 16 марта 1881           |

16 марта 1881 года вновь разделено на Почтовый и Телеграфный департаменты, которые вошли в состав МВД.

## Телеграфный департамент МВД Российской империи
Образован 16 марта 1881 года.
| Имя                                      | Дата вступления в должность | Дата снятия с должности |
| ---------------------------------------- | --------------------------- | ----------------------- |
| Людерс, Карл Карлович (1815—1882)        | 16 марта 1881               | 1882                    |
| Безак, Николай Александрович (1836—1897) | 31 августа 1882             | 22 мая 1884             |

22 мая 1884 года объединён с Почтовым департаментом МВД в Главное управление почт и телеграфов МВД.

## Почтовый департамент МВД Российской империи
Образован 16 марта 1881 года.
| Имя                                     | Дата вступления в должность | Дата снятия с должности |
| --------------------------------------- | --------------------------- | ----------------------- |
| Перфильев Степан Степанович (1849—1919) | 16 марта 1881               | 1 марта 1882            |
| Морозов Пётр Николаевич (18**—19**)     | 1883                        | 22 мая 1884             |

22 мая 1884 года объединён с Телеграфным департаментом МВД в Главное управление почт и телеграфов МВД.

## Главное управление почт и телеграфов МВД Российской империи
Образовано 22 мая 1884 года при объединении Почтового и Телеграфного департаментов МВД.
| Имя                                             | Дата вступления в должность | Дата снятия с должности |
| ----------------------------------------------- | --------------------------- | ----------------------- |
| Безак, Николай Александрович (1836—1897)        | 22 мая 1884                 | 22 июля 1895            |
| Петров, Николай Иванович (1841—1905)            | 31 июля 1895                | 3 января 1903           |
| Андреевский, Евгений Константинович (1847—1917) | 3 января 1903               | декабрь 1903            |
| Дурново, Пётр Николаевич (1845—1915)            | 16 сентября 1904            | 5 декабря 1904          |
| Севастьянов, Михаил Петрович (1848—1925)        | 5 декабря 1904              | 1 октября 1913          |
| Похвиснев, Владимир Борисович (1858—1925)       | 1 октября 1913              | 28 февраля 1917         |

## Министерство почт и телеграфов Временного правительства России
| Имя                                      | Дата вступления в должность | Дата снятия с должности |
| ---------------------------------------- | --------------------------- | ----------------------- |
| Церетели, Ираклий Георгиевич (1881—1959) | 5 мая 1917                  | 24 июля 1917            |
| Никитин, Алексей Максимович (1876—1939)  | 24 июля 1917                | 25 октября 1917         |

## Народный комиссариат почт и телеграфов РСФСР

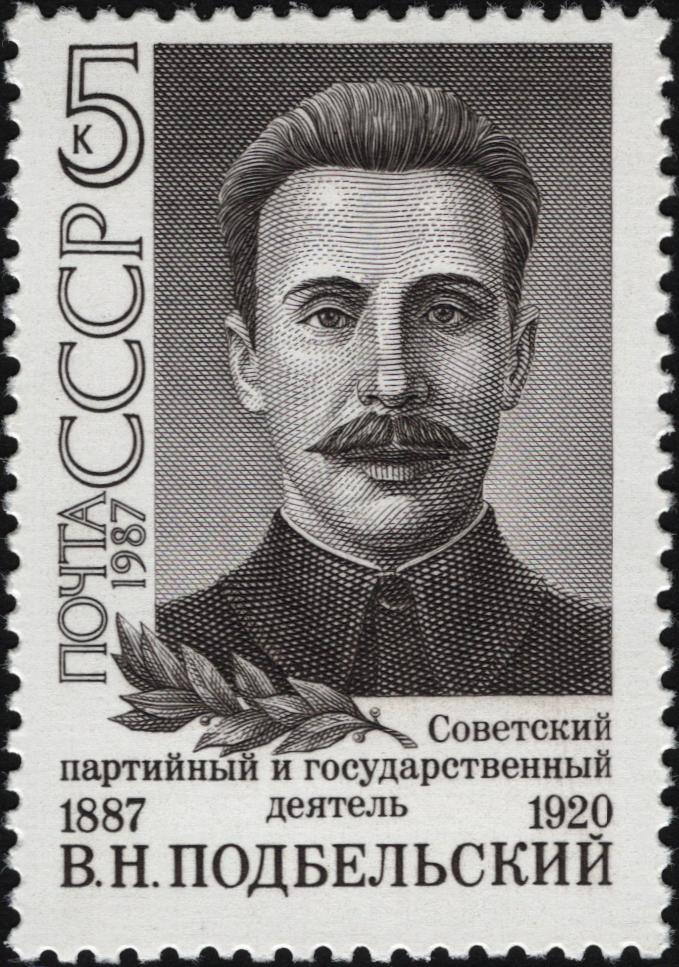
Марка СССР (1987): В. Н. Подбельский — нарком почт и телеграфов РСФСР

| Имя                                           | Дата вступления в должность | Дата снятия с должности |
| --------------------------------------------- | --------------------------- | ----------------------- |
| Авилов-Глебов, Николай Павлович (1887—1937)   | 26 октября 1917             | 9 декабря 1917          |
| Прошьян, Прош Перчевич (1883—1918)            | 9 декабря 1917              | 18 марта 1918           |
| Подбельский, Вадим Николаевич (1887—1920)     | 11 апреля 1918              | 25 февраля 1920         |
| Любович, Артемий Моисеевич (1880—1938), и. о. | 24 марта 1920               | 26 мая 1921             |
| Довгалевский, Валериан Савельевич (1885—1934) | 26 мая 1921                 | 6 июля 1923             |

## Народный комиссариат почт и телеграфов СССР
Образован 6 июля 1923 года.
| Имя                                           | Дата вступления в должность | Дата снятия с должности |
| --------------------------------------------- | --------------------------- | ----------------------- |
| Смирнов, Иван Никитович (1881—1936)           | 6 июля 1923                 | 12 ноября 1927          |
| Любович, Артемий Моисеевич (1880—1938), и. о. | 12 ноября 1927              | 16 января 1928          |
| Антипов, Николай Кириллович (1894—1938)       | 16 января 1928              | 30 марта 1931           |
| Рыков, Алексей Иванович (1881—1938)           | 30 марта 1931               | 17 января 1932          |

17 января 1932 года переименован в Наркомат связи СССР.

## Народный комиссариат связи СССР
Образован 17 января 1932 года переименованием Наркомата почт и телеграфа СССР.
| Имя                                                    | Дата вступления в должность | Дата снятия с должности |
| ------------------------------------------------------ | --------------------------- | ----------------------- |
| Рыков, Алексей Иванович (1881—1938)                    | 17 января 1932              | 26 сентября 1936        |
| Ягода, Генрих Григорьевич (1891—1938)                  | 26 сентября 1936            | 3 апреля 1937           |
| Халепский, Иннокентий Андреевич (1893—1938)            | 5 апреля 1937               | 16 августа 1937         |
| Берман, Матвей Давыдович (1898—1939)                   | 16 августа 1937             | 24 декабря 1938         |
| Ярцев, Виктор Владимирович (1904—1940) 1-й зам., и. о. | 24 декабря 1938             | 10 мая 1939             |
| Пересыпкин, Иван Терентьевич (1904—1978)               | 10 мая 1939                 | 22 июля 1944            |
| Сергейчук, Константин Яковлевич (1906—1971)            | 22 июля 1944                | 15 марта 1946           |

15 марта 1946 года преобразован в одноимённое министерство.

## Министерство связи СССР
Образовано 15 марта 1946 года из одноимённого наркомата.
| Имя                                         | Дата вступления в должность           | Дата снятия с должности        |
| ------------------------------------------- | ------------------------------------- | ------------------------------ |
| Сергейчук, Константин Яковлевич (1906—1971) | 19 марта 1946                         | 30 марта 1948                  |
| Псурцев, Николай Демьянович (1900—1980)     | 30 марта 1948                         | 3 сентября 1975                |
| Талызин, Николай Владимирович (1929—1991)   | 3 сентября 1975                       | 24 октября 1980                |
| Шамшин, Василий Александрович (1926—2009)   | 24 октября 1980                       | 11 июля 1989                   |
| Первышин, Эрлен Кирикович (1932—2004)       | 11 июля 1989                          | 26 декабря 1990                |
| Кудрявцев, Геннадий Георгиевич (род. 1941)  | 2 марта 1991, и. о. — 28 августа 1991 | 28 августа 1991 26 ноября 1991 |

Ликвидировано 26 декабря 1991 года в связи с прекращением существования СССР.

## Министерство связи РСФСР
Образовано 3 января 1955 года.
| Имя                                      | Дата вступления в должность | Дата снятия с должности |
| ---------------------------------------- | --------------------------- | ----------------------- |
| Черенков, Алексей Васильевич (1911—1967) | 18 января 1955              | 18 апреля 1963          |

Упразднено в 1963 году (Указ Президиума Верховного Совета РСФСР от 18 апреля 1963 года «Об упразднении союзно-республиканского Министерства связи РСФСР» и Закон РСФСР от 25 декабря 1963 года «Об утверждении Указов Президиума Верховного Совета РСФСР и о внесении изменений и дополнений в статьи 47, 54 и 55 Конституции (Основного Закона) РСФСР»).
Вновь образовано в 1979 году (Указ Президиума Верховного Совета РСФСР от 13 июля 1979 года «Об образовании Министерства связи РСФСР» и Закон РСФСР от 3 августа 1979 года «О Совете Министров РСФСР»).
| Имя                                  | Дата вступления в должность            | Дата снятия с должности   |
| ------------------------------------ | -------------------------------------- | ------------------------- |
| Байцур, Глеб Григорьевич (род. 1927) | 17 сентября 1979, и. о. — 15 июня 1990 | 15 июня 1990 14 июля 1990 |

Упразднено в соответствии с Законом РСФСР от 14 июля 1990 г. «О республиканских министерствах и государственных комитетах РСФСР». При этом не было внесено изменение в Закон РСФСР «О Совете Министров РСФСР».

## Министерство РСФСР по связи, информатике и космосу
Образовано 14 июля 1990 года на базе упраздненного Министерства связи РСФСР (Закон РСФСР «О республиканских Министерствах и комитетах РСФСР» от 14 июля 1990 года).
| Имя                                    | Дата вступления в должность | Дата снятия с должности |
| -------------------------------------- | --------------------------- | ----------------------- |
| Булгак, Владимир Борисович (род. 1941) | 14 июля 1990                | 10 ноября 1991          |

10 ноября 1991 года восстановлено Министерство связи РСФСР.

## Министерство связи РСФСР
Образовано 10 ноября 1991 года на базе Министерства РСФСР по связи, информатике и космосу (Указ Президента РСФСР от 10 ноября 1991 № 181).
| Имя                                    | Дата вступления в должность | Дата снятия с должности         |
| -------------------------------------- | --------------------------- | ------------------------------- |
| Булгак, Владимир Борисович (род. 1941) | 10 ноября 1991              | 25 декабря 1991 или 16 мая 1992 |

25 декабря 1991 года Верховный Совет РСФСР принял закон о переименовании РСФСР в Российскую Федерацию. 21 апреля 1992 года Съезд народных депутатов РСФСР утвердил переименование, внеся соответствующие изменения в Конституцию РСФСР, которые вступили в силу 16 мая 1992 года.

## Министерство связи РФ
| Имя                                    | Дата вступления в должность | Дата снятия с должности |
| -------------------------------------- | --------------------------- | ----------------------- |
| Булгак, Владимир Борисович (род. 1941) | 25 декабря 1991             | 17 марта 1997           |

17 марта 1997 года преобразовано в Государственный комитет РФ по связи и информатизации.

## Государственный комитет РФ по связи и информатизации
Образован 17 марта 1997 года на базе Министерства связи РФ (Указ Президента РФ от 17 марта 1997 № 249).
| Имя                                       | Дата вступления в должность | Дата снятия с должности |
| ----------------------------------------- | --------------------------- | ----------------------- |
| Крупнов, Александр Евгеньевич (род. 1941) | 25 марта 1997               | 25 мая 1999             |

25 мая 1999 года преобразован в Государственный комитет РФ по телекоммуникациям.

## Государственный комитет РФ по телекоммуникациям
Образован 25 мая 1999 года на базе Государственного комитета РФ по связи и информатизации (Указ Президента РФ от 25 мая 1999 № 651).
| Имя                                       | Дата вступления в должность | Дата снятия с должности |
| ----------------------------------------- | --------------------------- | ----------------------- |
| Иванов, Александр Анатольевич (1940—2024) | 1 июня 1999                 | 27 августа 1999         |
| Рейман, Леонид Дододжонович (род. 1957)   | 27 августа 1999             | 12 ноября 1999          |

12 ноября 1999 года преобразован в Министерство РФ по связи и информатизации.

## Министерство РФ по связи и информатизации
Образовано 12 ноября 1999 года на базе Государственного комитета РФ по телекоммуникациям (Указ Президента РФ от 12 ноября 1999 № 1487).
| Имя                                     | Дата вступления в должность | Дата снятия с должности |
| --------------------------------------- | --------------------------- | ----------------------- |
| Рейман, Леонид Дододжонович (род. 1957) | 12 ноября 1999              | 9 марта 2004            |

9 марта 2004 года объединено с Министерством транспорта РФ в Министерство транспорта и связи РФ.

## Министерство транспорта и связи РФ
Образовано 9 марта 2004 года при объединении Министерства РФ по связи и информатизации и Министерства транспорта РФ (Указ Президента РФ от 9 марта 2004 № 314).
| Имя                                   | Дата вступления в должность | Дата снятия с должности |
| ------------------------------------- | --------------------------- | ----------------------- |
| Левитин, Игорь Евгеньевич (род. 1952) | 9 марта 2004                | 20 мая 2004             |

20 мая 2004 года разделено на Министерство транспорта РФ и Министерство информационных технологий и связи РФ.

## Министерство информационных технологий и связи РФ
Образовано 20 мая 2004 года при разделении Министерства транспорта и связи РФ (Указ Президента РФ от 20 мая 2004 года № 649).
| Имя                                     | Дата вступления в должность | Дата снятия с должности |
| --------------------------------------- | --------------------------- | ----------------------- |
| Рейман, Леонид Дододжонович (род. 1957) | 20 мая 2004                 | 12 мая 2008             |

12 мая 2008 года преобразовано в Министерство связи и массовых коммуникаций РФ.

## Министерство связи и массовых коммуникаций РФ
Образовано 12 мая 2008 года на базе Министерства информационных технологий и связи РФ (Указ Президента РФ от 12 мая 2008 года № 724).
| Имя                                        | Дата вступления в должность | Дата снятия с должности |
| ------------------------------------------ | --------------------------- | ----------------------- |
| Щёголев, Игорь Олегович (род. 1965)        | 12 мая 2008                 | 21 мая 2012             |
| Никифоров, Николай Анатольевич (род. 1982) | 21 мая 2012                 | 15 мая 2018             |

15 мая 2018 года переименовано в Министерство цифрового развития, связи и массовых коммуникаций (Указ Президента РФ от 15 мая 2018 года № 215).

## Министерство цифрового развития, связи и массовых коммуникаций РФ
Образовано 15 мая 2018 года переименованием Министерства связи и массовых коммуникаций РФ (Указ Президента РФ от 15 мая 2018 года № 215).
| Имя                                    | Дата вступления в должность | Дата снятия с должности |
| -------------------------------------- | --------------------------- | ----------------------- |
| Носков, Константин Юрьевич (род. 1978) | 18 мая 2018                 | 21 января 2020          |
| Шадаев, Максут Игоревич (род. 1979)    | 21 января 2020              | наст. время             |